# الفوضى من بعدك (مسلسل)
الفوضى من بعدك {{بالأسبانية: El desorden que dejas}} هو مسلسل دراما من تأليف كارلوس مونتيرو وبطولة إنما كويستا،تامار نوفاس،باربرا ليني.
تم عرض المسلسل يوم 11 ديسمبر 2020 على منصة نتفليكس.

## طاقم العمل
- إنما كويستا
- باربرا ليني
- تامار نوفاس
- آرون بايبر
- روبرتو انريكيز
- روكي رويس
- إيزابيل غاريذو
- فيد بيريز
- ألفونسو أغرا
- شوشانا دانس
- زافيير إستيفيز
- خوسيه أنطونيو تورينان
- ماريا تاسيندي
- كاميلا بوسا
- ماريا كوستاس
- أبريل زامورا
- تشيلو فالكون
- آنا سانتوس
- ميلا كاسال
- سيزار كامبيرو